# Dendrobium macropus
Dendrobium macropus là một loài thực vật có hoa trong họ Lan. Loài này được (Endl.) Rchb.f. ex Lindl. mô tả khoa học đầu tiên năm 1859.